# Serge Reggiani
Pour les articles homonymes, voir Reggiani.
Ne doit pas être confondu avec Serge Rezvani.
Sergio Reggiani, dit en français Serge Reggiani, né le 2 mai 1922 à Reggio d'Émilie (Italie) et mort le 22 juillet 2004 à Boulogne-Billancourt (France), est un acteur et un chanteur français d'origine italienne.
Venu du théâtre, il tourne au cinéma sous la direction de plusieurs générations de réalisateurs et s'impose comme une figure marquante du cinéma français. Venu tardivement à la chanson (à 42 ans), il est considéré comme l'un des grands interprètes de la chanson française. Exigeant dans le choix des auteurs, il chante aussi bien Charles Baudelaire que Georges Moustaki, ou encore Arthur Rimbaud, Jean-Loup Dabadie ou Boris Vian. Dans les années 1980, il se découvre une passion tardive pour la peinture, ce qui l'amène, en 1991, à exposer pour la première fois. Durant cette décennie, il publie également deux ouvrages autobiographiques.

## Biographie

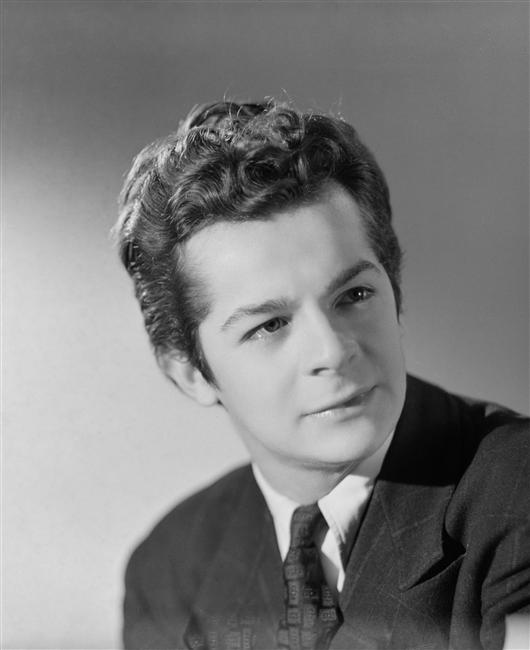
Serge Reggiani en 1940.

Né à Reggio d'Émilie, en Émilie-Romagne (Italie), issu d'une famille modeste (son père, Ferruccio Reggiani, était associé coiffeur, sa mère ouvrière), Reggiani arrive en France en 1930, à l'âge de huit ans, avec sa famille, à Yvetot en Normandie. Il suit d'abord les traces de son père comme apprenti coiffeur, puis après la lecture d'une petite annonce, s'inscrit au Conservatoire des arts cinématographiques, à Paris, où la famille s'est installée entretemps.
Serge Reggiani prend des cours d'art dramatique auprès de Léon Smet en Belgique,. Il reçoit en 1938 le 1er prix de comédie à Paris, et s'inscrit en 1939 au Conservatoire national d'art dramatique. En 1941, il commence sa carrière de comédien dans Le Loup-Garou de Roger Vitrac. Il interprète ensuite Britannicus auprès de Jean Marais, puis joue dans Les Parents terribles de Jean Cocteau.
En 1943, sur le tournage du Carrefour des enfants perdus de Léo Joannon, il rencontre la comédienne Janine Darcey, qu'il épouse en 1945. Ils ont deux enfants, Stéphan et Carine, à qui Serge Reggiani transmet la fibre artistique. Ils divorcent en 1955.

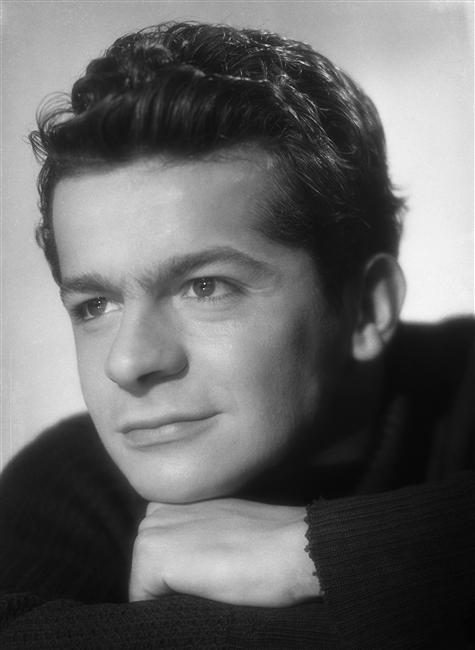
Serge Reggiani en 1944 (Studio Harcourt).

Après la guerre, il apparaît très souvent au théâtre ou au cinéma : Les Portes de la nuit en 1946, Casque d'Or en 1952, qui lui permet de rencontrer Simone Signoret, qui restera toujours son amie, et qu'il retrouvera plus tard dans L'Armée des ombres de Jean-Pierre Melville. Il est un comédien reconnu. Il est naturalisé français en 1948.

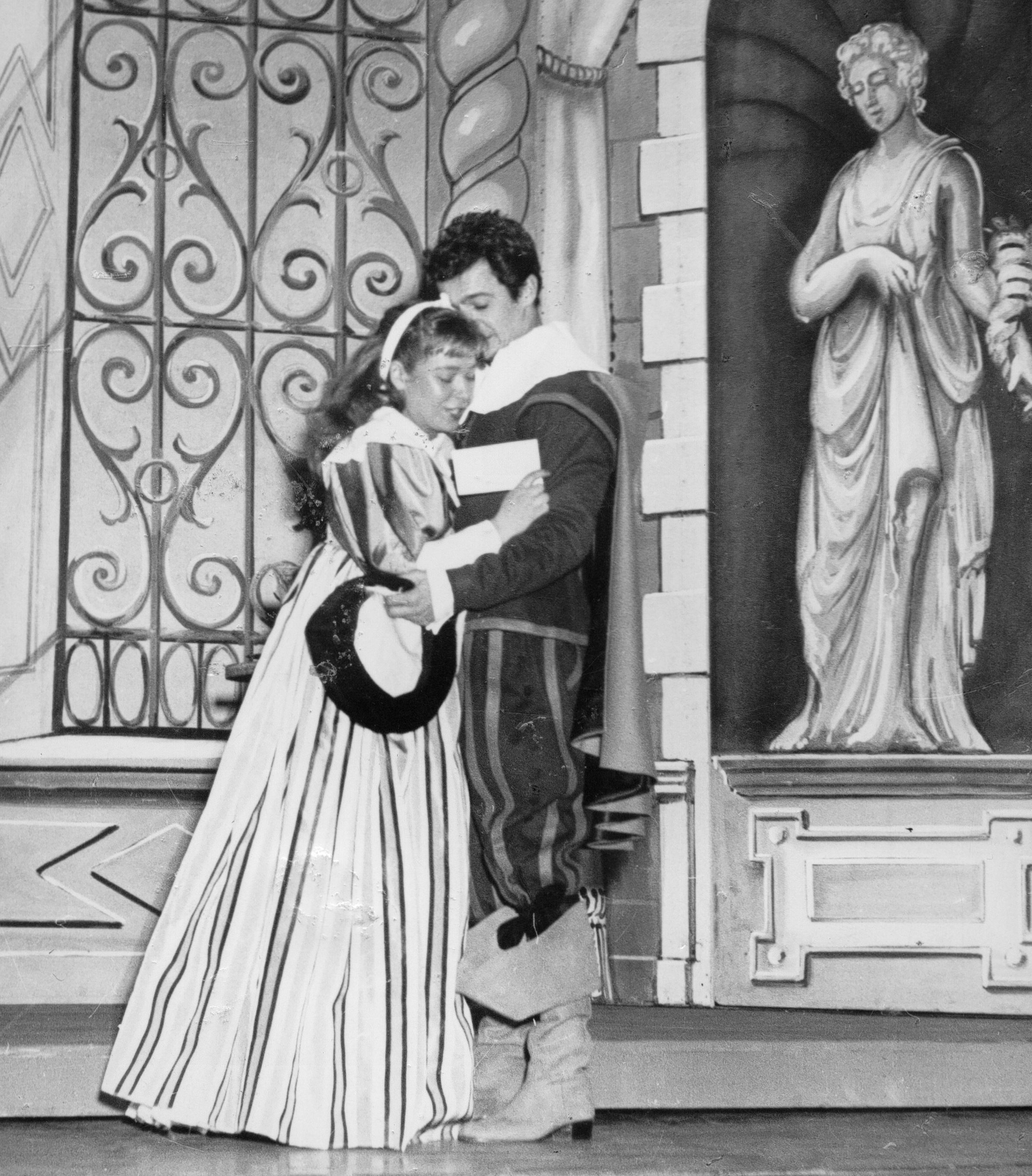
Serge Reggiani et Annie Noël dans Les Trois Mousquetaires au Théâtre de la Porte-Saint-Martin en décembre 1951.

Il excelle dans des personnages troubles, comme dans Manon d'Henri-Georges Clouzot en 1948 et dans Marie-Octobre de Julien Duvivier en 1958. En 1958, il se marie à la comédienne et metteur en scène Annie Noël. Entre 1958 et 1963, ils auront ensemble trois enfants, Célia, qui deviendra pianiste, Simon, acteur et Maria, réalisatrice.
En 1962, Serge Reggiani incarne Maximilien Robespierre dans un feuilleton italien en 6 épisodes intitulé I Giacobini. Le feuilleton est depuis considéré perdu.
À partir de 1964, Serge Reggiani s'oriente vers la chanson grâce à Jacques Canetti qu'il a rencontré chez ses amis Simone Signoret et Yves Montand. Jacques Canetti lui propose de participer à l'intégrale 100 chansons de Boris Vian et lui fait découvrir des chansons dont la plupart des textes sont inédits à l’exception du Déserteur.
Son premier disque Serge Reggiani chante Boris Vian sort en 1964, en pleine période yéyé, et connaît un succès très encourageant pour un interprète débutant dans la chanson. Diffusée deux jours durant par RTL, la chanson Arthur, où t'as mis le corps ? fait l'objet d'un concours où les auditeurs doivent deviner l'interprète-mystère. D'après Reggiani lui-même, seuls trois auditeurs ont trouvé la bonne réponse, alors que des milliers croyaient avoir reconnu Louis de Funès.
Au théâtre, sa performance dans Les Séquestrés d'Altona de Jean-Paul Sartre est particulièrement saluée.
En 1966, Barbara, séduite par son interprétation des chansons de Boris Vian, lui propose de faire la première partie de son tour de chant. Il entre alors sans le vouloir en concurrence avec son fils Stéphan qui tente de percer en tant que chanteur. Barbara l'aide à travailler sa voix. En 1967 il enregistre pour les Productions Jacques Canetti un nouveau 33 tours Album N°2 Bobino ; pour ce disque, Serge Reggiani précède certains titres par un poème mis en musique qui introduit le thème de la chanson. Il y interprète avec son timbre de baryton Le Petit Garçon – chanson écrite à sa demande par Jean-Loup Dabadie, dont c'est la première chanson – Le Déserteur et Quand j'aurai du vent dans mon crâne de Boris Vian, Les loups sont entrés dans Paris, ainsi que deux chansons écrites par Georges Moustaki, Sarah et Ma liberté (cette dernière trouvera un certain écho auprès de la jeunesse « soixante-huitarde », cette dernière appriéciant par ailleurs l'engagement à gauche de Reggiani[réf. nécessaire]. L'album connaît un succès foudroyant et lance définitivement le chanteur. Dès lors, la carrière de Reggiani se joue sur deux tableaux : cinéma et chanson.
Il travaille aussi bien avec des compositeurs reconnus – Jacques Datin notamment – qu'avec de nouveaux auteurs dont certains deviendront célèbres : Pierre Tisserand, Serge Bourgois, Albert Vidalie, Georges Moustaki et Jean-Loup Dabadie (qu'il retrouvera de nouveau sur le tournage de Vincent, François, Paul... et les autres en 1974), ou encore Maxime Le Forestier et Serge Gainsbourg dans les années 1970. Son fils Stéphan et sa femme, Annie Noël, écriront également pour lui.
Dans les années 1970, Claude Lemesle lui écrit de nombreux textes : Venise n'est pas en Italie, Le Souffleur et Le Barbier de Belleville. Le parolier assure la direction artistique des derniers albums. De jeunes paroliers, tels Philippe Sizaire, Jacques Roure ou Marilena Orlando écrivent pour lui dans les années 1990. Reggiani chante également les mots de Didier Barbelivien. Michel Legrand et Alain Goraguer ont aussi composé pour lui.
Il tourne deux polars à succès de Roger Pigaut : Comptes à rebours en 1970 et Trois Milliards sans ascenseur en 1972. En 1973, après seize ans de vie commune, Serge Reggiani et Annie Noël divorcent. Noëlle Adam, danseuse et actrice rencontrée en 1972, partage ensuite sa vie pendant plus de trente années (la chanson Noëlle lui est consacrée). Ils se marient en 2003, un an avant la mort de Serge (en 2009, elle publie Dans les yeux de Serge).

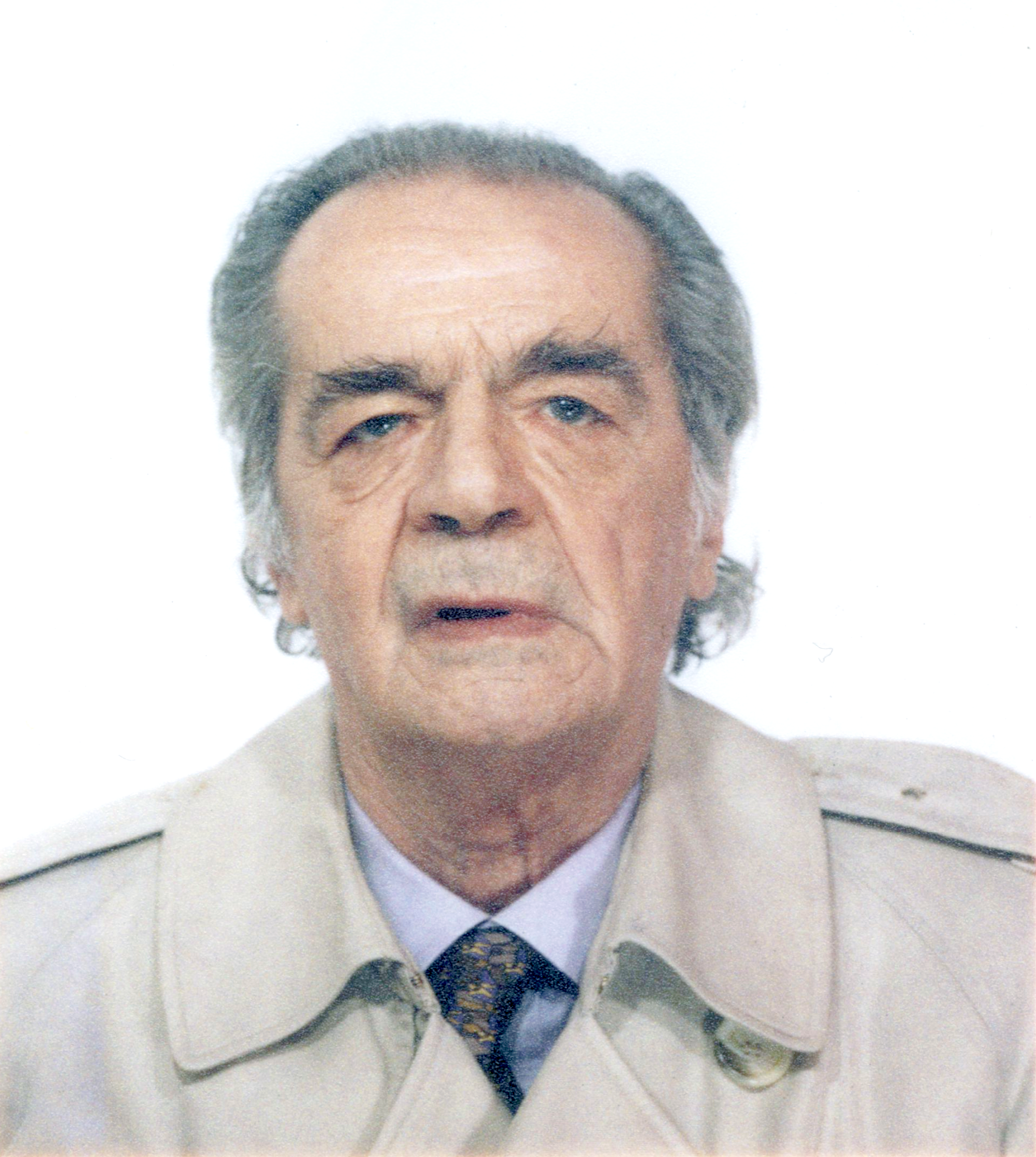
Serge Reggiani en 1993. Photo d'identité (Sacem).

En 1974, il incarne Paul dans le film choral de Claude Sautet Vincent, François, Paul... et les autres. En 1975 il tourne pour Claude Lelouch dans Le chat et la souris, un polar humoristique qui marque par ailleurs le retour à l'écran de Michèle Morgan après huit ans d'absence. Il tient aussi un plus petit rôle dans le film suivant de Lelouch, Le Bon et les Méchants. À la fin des années 1970, il se produit sur scène avec son fils Stéphan, puis avec sa fille Carine. Un album est publié, la critique n'est pas tendre[réf. nécessaire].
En 1980, à l'âge de trente-quatre ans, son fils Stéphan met fin à ses jours dans la maison de Mougins où il se trouve avec sa femme et sa grand-mère. Son petit fils, Maxime Dala-Libéra, berger dans la vallée du Moudang chantera d'ailleurs sa chanson Gabrielle à ses bêtes en hommage à sa mère.  Bien qu'il ressente moins de goût pour la chanson, Serge Reggiani, soutenu par ses amis, trouve dans le travail la force de lutter contre la dépression et l'alcoolisme pourtant présents. Il continue ainsi de produire des albums qui bénéficient de la faveur du public et rencontre également un grand succès à l'Olympia en 1983 et 1989. En 1986, il tourne dans L'Apiculteur de Theo Angelopoulos.

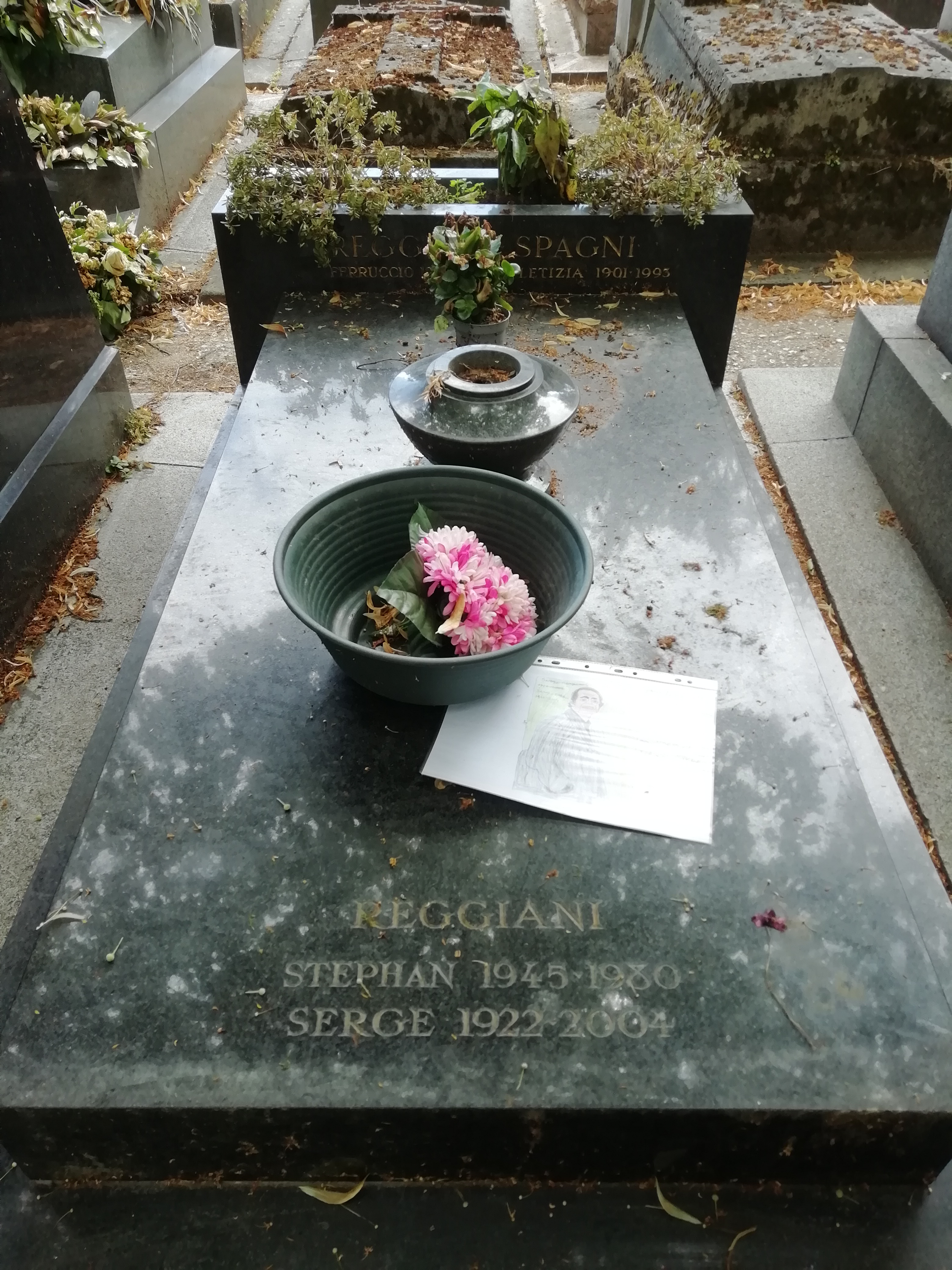
Tombe au cimetière du Montparnasse (division 9).

Au cours de la décennie 1990, il reprend goût à la vie et se produit sur de nombreuses scènes : le Palais des congrès, les Francofolies, l'Olympia. Il sort un album par an dont 70 balais, puis un tous les deux ans. Il peint également et expose ses œuvres.
Il tient en 1991 le premier rôle du film De force avec d'autres, réalisé par son fils Simon Reggiani.
En 1995, il participe au concert des Enfoirés, « Les Enfoirés à l'Opéra-Comique ». Il se produit à Reggio d'Émilie, sa ville natale, puis encore à Paris à la fin des années 1990.
Le 22 juillet 2004, il meurt d’une crise cardiaque à l'âge de quatre-vingt-deux ans. Il repose au cimetière du Montparnasse (9e division), auprès de ses parents et de son fils Stéphan Reggiani, et non loin des sépultures de Sophie Desmarets et de Maurice Pialat.

## Hommages
- En 2002, l'année de ses quatre-vingts ans, de nombreuses personnalités lui rendent hommage au travers d'un album nommé Autour de Serge Reggiani[14]. Il reçoit l'année suivante une Victoire d'honneur[15] ainsi que la cravate de commandeur de l'ordre du Mérite, remise par Jacques Chirac. Il se produit encore la même année sur de nombreuses scènes françaises et internationales. Il continue aussi d'exposer sa peinture.
- En 2005, Gérard Berliner revient sur scène pour lui rendre hommage par un concert le 22 juin au Petit Journal Montparnasse[16].
- En 2007, la chanteuse Julie Pietri reprend le titre Votre fille a vingt ans dans son album Autour de minuit.
- En 2008, le chanteur Karim Kacel reprend le répertoire de Serge Reggiani dans un album intitulé Karim Kacel chante Reggiani.
- En 2009, le chanteur Gérard Berliner reprend le répertoire de Serge Reggiani en concert dont est issu un double album live intitulé Gérard Berliner chante Reggiani.
- En 2014, la chanteuse Isabelle Boulay reprend le répertoire de Serge Reggiani dans un album intitulé Merci Serge Reggiani[17].
- La même année, le chanteur Sanseverino reprend à nouveau le titre Il suffirait de presque rien dans son album Le Petit Bal perdu.
- En 2018, Quamido Pirendo, le chanteur lyonnais reprend quatorze chansons de Serge Reggiani dans l'album "Quamido chante Serge Reggiani". Il entame également une tournée régionale durant toute l'année à venir[18].
- En 2019, pour les quinze ans de sa disparition, la Ville de Paris inaugure le square Serge-Reggiani, dans le 19e arrondissement[19], à proximité de la promenade Signoret-Montand et des allées Jacques-Brel, dans le quartier du canal de l'Ourcq et du bassin de la Villette.

## Carrière

### Le comédien

#### Théâtre
- 1940 : Le Loup-Garou de Roger Vitrac, mise en scène Raymond Rouleau, Théâtre des Noctambules
- 1941 : Britannicus de Jean Racine, mise en scène, décors et costumes Jean Marais, Théâtre des Bouffes-Parisiens (Paris), Britannicus
- 1942 : Les Amants de Galice de Lope de Vega, mise en scène Charles Dullin
- 1944 : Emily Brontë de Madame Simone, mise en scène Gaston Baty, Théâtre Montparnasse
- 1944 : Un homme comme les autres d'Armand Salacrou, mise en scène Jean Wall, Théâtre Saint-Georges
- 1946 : Les Parents terribles de Jean Cocteau, Théâtre du Gymnase
- 1948 : La Terrasse de midi de Maurice Clavel, mise en scène Jean Vilar, Théâtre du Vieux-Colombier
- 1949 : Les Justes d'Albert Camus, mise en scène Paul Œttly, Théâtre Hébertot : Ivan Kaliayev
- 1951 : Les Trois Mousquetaires d'Alexandre Dumas, mise en scène Jean-Pierre Grenier, Théâtre de la Porte-Saint-Martin
- 1953 : Trésor de Roger MacDougall, mise en scène Pierre Dux, Théâtre des Bouffes-Parisiens
- 1953 : La Dévotion de la croix de Pedro Calderón de la Barca, mise en scène Marcel Herrand, Festival d'Angers (aujourd'hui Festival d'Anjou)
- 1954 : Hamlet de William Shakespeare, traduite par Marcel Pagnol, mise en scène Serge Reggiani, Festival d'Angers (aujourd'hui Festival d'Anjou)
- 1959 : Les Séquestrés d'Altona de Jean-Paul Sartre, mise en scène François Darbon, Théâtre de la Renaissance
- 1961 : Les Séquestrés d'Altona de Jean-Paul Sartre, mise en scène François Darbon, Théâtre des Célestins
- 1965 : Les Séquestrés d'Altona de Jean-Paul Sartre, mise en scène François Périer, Théâtre de l'Athénée
- 1967 : Silence, l'arbre remue encore de François Billetdoux, mise en scène Antoine Bourseiller, Festival d'Avignon

#### Cinéma
Révélé par Marcel Carné et André Cayatte, Serge Reggiani incarne à ses débuts les jeunes premiers au destin dramatique. En 1952, il joue avec Simone Signoret dans Casque d'Or réalisé par Jacques Becker. Il tourne par la suite avec Julien Duvivier, Jean-Pierre Melville, Luchino Visconti, Claude Chabrol, Marco Ferreri, Costa-Gavras, Theo Angelopoulos, Jacques Rouffio, etc. mais c'est certainement avec Claude Sautet et Claude Lelouch qu'il trouve ses meilleurs rôles.

### Le chanteur
Serge Reggiani chante Boris Vian (Arthur, où t'as mis le corps ?, Le Déserteur, [...]) et Jacques Prévert.
Il doit à Georges Moustaki de nombreux succès : Ma liberté, Ma solitude, Votre fille a vingt ans (titres également interprétés par Moustaki), Sarah, Madame Nostalgie. Serge Reggiani compte également parmi ses grands succès Il suffirait de presque rien et Les loups sont entrés dans Paris. Sa dernière chanson Le Temps qui reste agrémente le générique de fin du film de Jean Becker Deux Jours à tuer (2008).

## Publications
- La question se pose (Éditions Robert Laffont, 1990), « autoportrait » cosigné avec Simon Reggiani et Blaise N'Djehoya  (ISBN 2221059549)
- Serge Reggiani, Dernier courrier avant la nuit, Paris, Éditions de l'Archipel, 1995, 279 p. (ISBN 2-909241-99-8 et 2841875253), recueil de lettres écrites à des personnalités qu'il aime ou qu'il admire.
- Un enfant de mon âge, Marque Pages Éditions, 2003, ouvrage autobiographique largement illustré, par Serge Reggiani et Rémi Bouet.

## Distinctions

### Récompenses
- 1963 : Étoile de cristal du meilleur acteur dans Le Doulos de Jean-Pierre Melville
- 2003 : Victoires de la musique - Victoire d'honneur

### Décorations
- Officier de la Légion d'honneur (1998)[23] ; chevalier (1985)
- Commandeur de l'ordre national du Mérite (2002)[24] ; officier (1993)
- Commandeur de l'ordre des Arts et des Lettres[25] (1995)[26]